# フェニルピルビン酸タウトメラーゼ
フェニルピルビン酸タウトメラーゼ(Phenylpyruvate tautomerase、EC 5.3.2.1)は、以下の化学反応を触媒する酵素である。
ケト-フェニルピルビン酸{\displaystyle \rightleftharpoons }エノール-フェニルピルビン酸
従って、この酵素の基質はケト-フェニルピルビン酸、生成物はエノール-フェニルピルビン酸である。
この酵素は異性化酵素、特にケト型をエノール型に変換する分子内酸化還元酵素に分類される。系統名は、フェニルピルビン酸 ケト-エノール-イソメラーゼ(phenylpyruvate keto---enol-isomerase)である。この酵素は、チロシン及びフェニルアラニンの代謝に関与している。

## 構造
2007年末時点で、この酵素の7つの構造が解かれている。蛋白質構造データバンクのコードは、1GYJ、1GYX、1GYY、2GDG、2OOH、2OOW、2OOZである。